# Tupilați
Tupilați là một xã thuộc hạt Neamț, România. Dân số thời điểm năm 2002 là 2417 người.